# Kiuic
Kiuic est un site archéologique maya situé dans la région du Puuc, au Yucatán, au Mexique.

## Histoire
Kiuic est une cité maya de l'époque classique. Elle est abandonnée par les Maya vers 800 apr. J.-C..

## Archéologie
Le site est bien préservé. Sur cet aspect, les archéologues le comparent à Pompéi. Il fait l'objet de fouilles archéologiques depuis 2000, notamment par les archéologues du Millsaps College (en).